# Vale glaciar

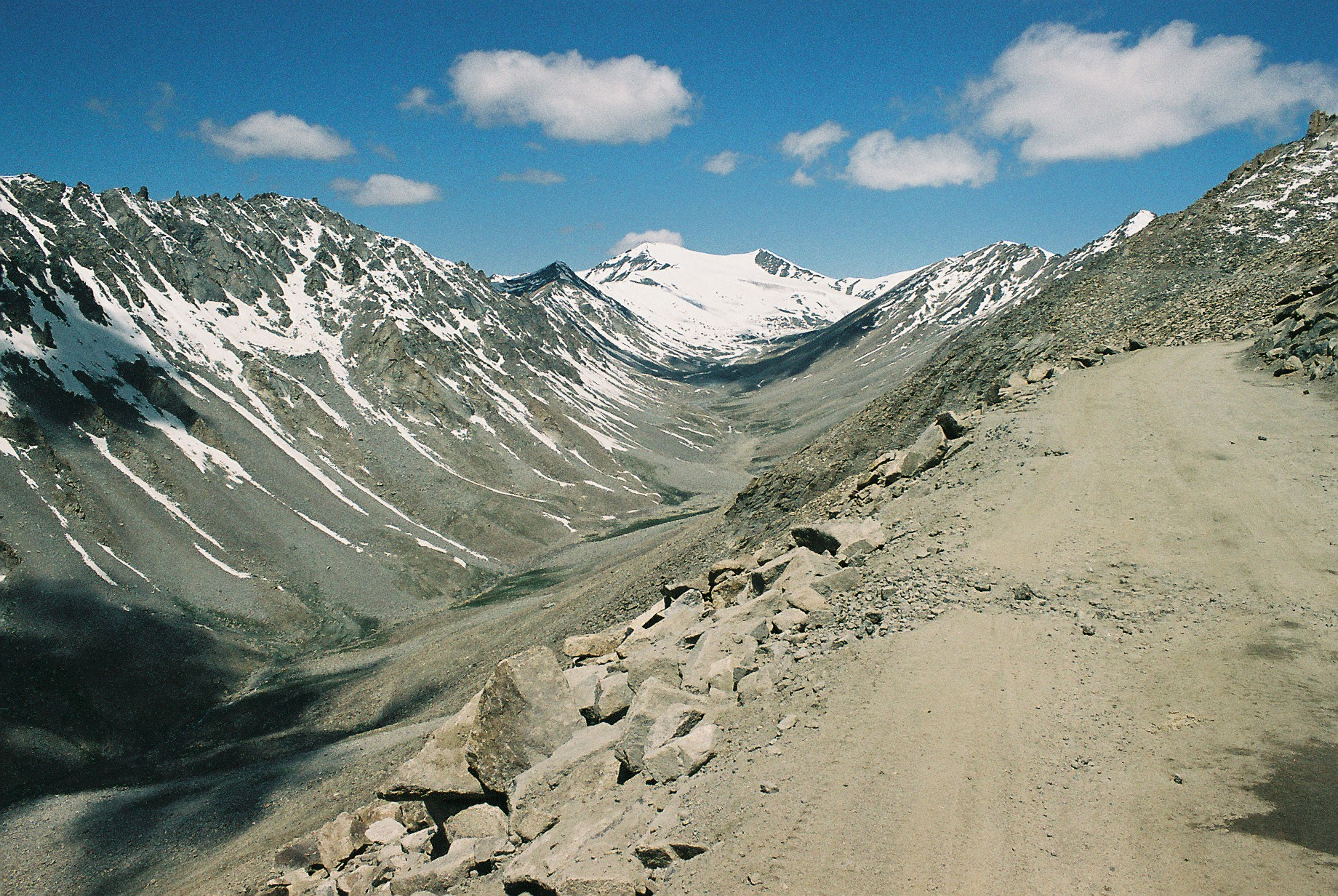
Forma característica em U como o de Leh

Vale glaciário, vale glaciar ou vale em U é o termo empregue para definir um vale de origem glaciar, encontrado nas regiões de montanha resultantes do trabalho de erosão de um glaciar que anteriormente ocupava o vale atual. A sua forma característica está na origem de ser chamado vale em U

## Formação
O enorme peso e a lenta descida de um glaciar chega para transformar um vale normal  em forma de V num vale em U. A localidade de Manteigas está localizada em pleno Vale Glaciar do Zêzere, que com a sua forma perfeita em 'U' é um dos melhores exemplos da modelação da paisagem pelos glaciares.

## Descrição

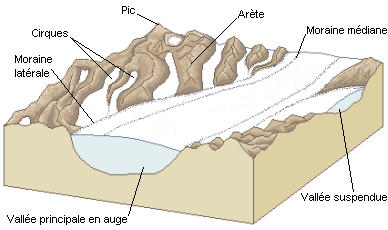
Esquema de um vale glaciar

As partes fundamentais de um glaciar segundo a imagem; "Esquema de um vale glaciar", e começando em baixo para seguir a direcção dos ponteiros de um relógio:
- Vale principal
- Morena lateral
- Circo geológico
- Pico
- Aresta
- Morena intermédia
- Vale suspenso